# Денчо Марчевски
Денчо Стефанов Марчевски е български писател.

## Биография
Роден е на 3 септември 1893 г. в Дряново в семейство на кожухар. Учи в родния си град, а след това завършва Априловската гимназия в Габрово и учителски институт в Русе. Учител е в с. Борован, Врачанско. Преподавател е във Варненския и Софийския учителски институт. Участва в социалистическото движение и в Първата световна война. Заедно с Петър Карапетров редактира „Педагогическа историческа библиотека“. Член е на Съюза на българските писатели. Умира на 14 май 1973 г. в София.
Баща на преводача и изследователя Асен Марчевски.

## Творчество
Първите си разкази за деца издава през 1921 г. в списанията „Юноша“ и „Наши дни“. Сътрудничи на списанията „Учителска мисъл“, „Изгрев“, „Юноша“, „Венец“, „Другарче“, „Картинна галерия“ и др. Автор е на исторически разкази, повести, романи, методически ръководства и помагала по български език.
След 9 септември 1945 г. сътрудничи на редица вестници и списания: „Отечествен фронт“, „Вечерни новини“, „Учителско дело“, „Септемврийче“, „Родни простори“, „Славяни“, „Ведрина“, „Кладенче“ и др. Автор е на повече от 40 книги:
- „Самички“ (1923)
- „Сляпото момиче. Срещу Коледа. Самички“ (1924)
- „Писма до моите малки приятели“ (1926)
- „Кракра“ (1928)
- „На село“ (1928)
- „Първоучителят“ (1928)
- „Овчарят предател“ (1929)
- „Овчарят цар“ (1929)
- „През вековете“ (1929)
- „Светъл път“ (1929)
- „Освобождение“ (1931)
- „В ранни зори“ (1932)
- „Славяни“ (разказ, 1932)
- „Зибила“ (разказ, 1933)
- „Патриарх Евтимий“ (1933)
- „Лястовиче гнездо“ (1934)
- „Светата обител“ (1934)
- „Светите братя“ (1934)
- „Новият княз“ (1935)
- „По белия свят“ (1935)
- „Последният хан“ (1935)
- „Светецът от Рила“ (1936; 1942)
- „Цар Петър и Георги Сурсувул“ (1936)
- „Цар Алкохол“ (1937)
- „Изкупление“ (1938)
- „Морското момче“ (1938)
- „Орлите от север“ (1938)
- „Братска сълза“ (1941)
- „С меч в ръка“ (1941)
- „Битката при Клокотница“ (1942)
- „Най-великият“ (1942)
- „Тревожни дни“ (1942)
- „Храм на победата“ (1942)
- „Цар миротворец“ (1942)
- „За родината“ (1943)
- „Майчини сълзи“ (1943)
- „Между три морета“ (1943)
- „Цесар Тервел“ (1943)
- „Момчето с акордеона“ (1953)
- „В бой за свобода“ (1956, 1962)
- „Дошло е време“ (1959)
- „Паисий Хилендарски“ (1963, 1973)
- „Нашата учителка“ (1965)
- „Малкият ловец“ (1966)
- „Край старата ракла“ (1968)
- „Перото – твоя остра сабя“ (1971)